# Dżyrarbi
Dżrarbi – wieś w Armenii, w prowincji Armawir. W 2011 roku liczyła 1600 mieszkańców.